# آزادمرد گریان (فیلم ۱۹۹۵)
آزادمرد گریان (به انگلیسی: Crying Freeman) یک فیلم سینمایی در ژانر اکشن محصول سال ۱۹۹۵ با بازی مارک داکاسیوس و گارکردانی کریستف گان می‌باشد. این فیلم با الهام از مجموعه مانگایی ژاپنی به همین نام اثر کازوئو کوایکه و ریوئیچی ایکه‌گامی ساخته شده‌است. این فیلم همکاری بین‌المللی بین کانادا و فرانسه می‌باشد و در اکتبر ۱۹۹۴ در محل بریتیش کلمبیا فیلم‌برداری شد. البته این فیلم در ایران با نام اژدهای قهرمان دوبله و منتشر شده‌است.

## بازیگران
- مارک داکاسیوس در نقش یو هینومورا / اژدهای قهرمان، یا مرد گریان یک قاتل ماهر است که برای هر هدفی که می‌کشد اشک میرزد.
- جولی کندرا در نقش امو O'Hara، زن که شاهد قتل انجام شده توسط مردگریان و در نهایت عاشق او می‌شود. صدای Condra توسط دبورا کارا آنگر صداگذاری شد.[۲]
- چکی کاریو در نقش کارآگاه Netah، یک نماینده اینترپل برای کمک به پلیس ونکوور در حفاظت از Emu از مردگریان اختصاص داده شده‌است. صدای کاری توسط ران پرلمن.[۳][۴]
- بایرون من به عنوان کوه، شریک مرد گریان.
- ماسایا کاتو به عنوان ریوجی «تیغه» Hanada، مرد راست دست Shimazaki تا زمانی که مرگ شیمذاکی او را رهبر انجمن Hakushin.
- یوکو شیمادا به عنوان کیمی هانادا، همسر Ryuji است که رابطه عاطفی با ناتا دارد.
- را داون چونگ به عنوان Detective Forge، یک کارآگاه ونکوور مشارکت با ناتا.
- ماکو ایواماتسو به عنوان‌ها Shido Shimazaki، رهبر انجمن Hakushin تا زمان مرگ او در دست فریمن.
- کیم تای-چونگ در نقش محافظان شیمذاکی.
- پل مک‌گیلیون در نقش کارآگاه کلاینون
- الکس دیاکون در نقش آنتونیو راس